# Комолов, Артём Дмитриевич
Артём Дмитриевич Комолов (род. 1 июня 1993, Москва, Россия) — российский профессиональный баскетболист, играющий на позиции атакующего защитника.

## Карьера
Комолов выпускник московской спортшколы «Тринта» и воспитанник молодёжного проекта ЦСКА, за который выступал с 2009 по 2014 годы. Первый тренер — Игорь Николаевич Галаев.
Сезон 2013/2014 Комолов начал в составе ЦСКА-2, где провёл 23 матча в Единой молодёжной лиге ВТБ (9,9 очка, 2,5 подбора, 2,8 передачи, 1,3 перехвата) и 7 матчей Кубка России (13,6 очка, 1,7 подбора, 3,1 передачи, 2,0 перехвата).
В феврале 2014 года Комолов перешёл в «Автодор» на правах аренды до конца сезона. За саратовский клуб Артём провёл 17 матчей и в среднем набирал 2,2 очка, 0,8 подбора, 0,7 передачи, 0,6 перехвата.
В июле 2014 года Комолов подписал 5-летний контракт с ЦСКА, а в августе перешёл в аренду в «Зенит». В составе петербургского клуба Артём принял участие в 29 матчах Единой лиги ВТБ (3,1 очка, 0,8 подбора, 0,9 передачи, 0,4 перехвата) и 16 матчах Еврокубка (2,8 очка, 1,1 подбора, 0,9 передачи, 0,4 перехвата).
Сезон 2015/2016 Комолов начал в аренде в составе «Урала», за который провёл 20 матчей и набирал 11,8 очков, 2,7 подбора, 3,1 передача, 1,5 перехвата в среднем за игру.
В марте 2016 года аренда Комолова продолжилась в «Сахалине». За 2,5 месяца Артём сыграл в 14 матчах (13,7 очков, 2,9 подборов, 4,4 передачи, 1,6 перехват) и помог команде завоевать чемпионство в Суперлиге-1. Оставшись на сезон 2016/2017 в аренде в сахалинском клубе, Комолов принял участие в 26 играх, показывая среднюю статистику в 12,2 очка, 2,1 подбора и 2,7 передачи и стал финалистом Кубка России.
В июне 2017 года Комолов и ЦСКА расторгли контракт по взаимной договоренности. Свою карьеру Артём продолжил в «Нижнем Новгороде», подписав 2-летний контракт.
В сезоне 2017/2018 его статистика в Единой лиге ВТБ составила 5,8 очка, 1,2 подбора и 1,6 передачи.
В сезоне 2018/2019 Комолов набрал 4,6 очка, 1,2 подбора, 1,2 передачи в Единой лиге ВТБ и 7,1 очка, 1,5 подбора, 1,1 передачи в Лиге чемпионов ФИБА.
В июле 2019 года Комолов подписал новый 2-летний контракт с «Нижним Новгородом».
14 февраля 2021 года Комолов стал победителем конкурса трёхочковых бросков на «Матче всех звёзд» Единой лиги ВТБ. В финальном раунде Артём победил Джеремайю Хилла (16:13).
В сезоне 2020/2021 статистика Комолова в 25 мачтах Единой лиги ВТБ составила 11,6 очка, 1,8 подбора, 1,8 передачи и 1,1 перехвата. В Лиге чемпионов ФИБА Артём набирал 11,2 очка, 2 подбора и 1,7 передачи.
В июле 2021 года Комолов перешёл в «УНИКС». В составе команды Артём стал бронзовым призёром Единой лиги ВТБ, чемпионата России и Суперкубка Единой лиги ВТБ. В 28 матчах Единой лиги ВТБ его статистика составила 6,3 очка, 1,5 подбора и 1,3 передачи.
В июне 2022 года Комолов вернулся в ЦСКА.
В сезоне 2022/2023 Комолов стал бронзовым призёром Единой лиги ВТБ, бронзовым призёром чемпионата России и серебряным призёром Суперкубка Единой лиги ВТБ.
В июле 2023 года Комолов вернулся в УНИКС.
В сезоне 2023/2024 Комолов стал серебряным призёром Единой лиги ВТБ и серебряным призёром чемпионата России.
В сезоне 2024/2025 Комомлов стал бронзовым призёром Единой лиги ВТБ и чемпионата России, а также серебряным призёром Суперкубка Единой лиги ВТБ.
В июле 2025 года Комолов перешёл в МБА.

## Сборная России
В июле 2013 года Комолов был включён в состав сборной России (до 20 лет), для участия в молодёжном чемпионате Европы. В матче за 3 место сборная России уступила Испании со счётом 68:77. На этом турнире Артём отметился статистикой в 9,0 очка, 2,0 подбора, 2,5 передачи и 1,2 перехвата.
Летом 2014 года Комолов был приглашён в резервную сборную России, с которой стал победителем Кубка Станковича. Статистика Артёма на турнире составила 7,0 очка, 2,5 подбора, 3,0 передачи и 1,3 перехвата.
В июле 2015 года Комолов стал бронзовым призёром Универсиады в Кванджу.
В январе 2021 года Комолов получил приглашение в сборную России для участия в матчах квалификации чемпионата Европы-2022.
19 февраля 2021 года Комолов дебютировал за сборную России. В матче против сборной Северной Македонии (94:77) Артём провёл на площадке 22 минуты 11 секунд и набрал 11 очков, 2 передачи и 1 перехват.
В ноябре 2021 года Комолов был включён в расширенный состав сборной России для участия в подготовке к матчам квалификации Кубка мира-2023 со сборными Италии и Исландии.
В феврале 2021 года Комолов был вызван на сбор национальной команды для подготовки к двум матчам квалификации Кубка мира-2023 со сборной Нидерландов.

## Киберспорт
В апреле 2020 года Комолов принял участие в кибербаскетбольном кубке по NBA 2K20 «Pro Cup», организованном Единой лигой ВТБ. На групповом этапе, играя командами «Портленд Трэйл Блэйзерс», «Милуоки Бакс» и «Лос-Анджелес Лейкерс», Артём победил Сергея Балашова (62:59), но уступил Джеремайя Хиллу (58:63) и Ивану Евстигнееву (56:81) и не вышел в плей-офф турнира.

## Личная жизнь
27 ноября 2020 года Артём и его невеста Адя официально стали мужем и женой.

## Достижения

### Клубные
- Серебряный призёр Единой лиги ВТБ: 2023/2024
- Бронзовый призёр Единой лиги ВТБ (3): 2021/2022, 2022/2023, 2024/2025
- Серебряный призёр Суперкубка Единой лиги ВТБ (2): 2022, 2024
- Бронзовый призёр Суперкубка Единой лиги ВТБ: 2021
- Серебряный призёр чемпионата России: 2023/2024
- Бронзовый призёр чемпионата России (3): 2021/2022, 2022/2023, 2024/2025
- Чемпион Суперлиги-1 дивизион: 2015/2016
- Серебряный призёр Кубка России (3): 2016/2017, 2017/2018, 2018/2019
- Победитель молодёжного чемпионата ПБЛ (2): 2011/2012, 2012/2013
- Чемпион ДЮБЛ: 2009/2010
- Бронзовый призёр ДЮБЛ: 2010/2011

### Сборная России
- Обладатель Кубка Станковича: 2014
- Бронзовый призёр Универсиады: 2015

## Статистика
| Сезон                                                                                   | Команда         | Лига                             | GP  | GS | MPG  | FG%  | 3P%  | FT%  | RPG | APG | SPG | BPG | PPG |  |
| 2014/15                                                                                 | Все клубы       | Все лиги                         | 45  | 22 | 12,9 | 37,3 | 30,9 | 62,5 | 0,9 | 0,9 | 0,4 | 0,0 | 3,0 |  |
| 2014/15                                                                                 | Зенит           | Единая лига ВТБ                  | 29  | 12 | 11,9 | 41,0 | 35,5 | 80,0 | 0,8 | 0,9 | 0,4 | 0,0 | 3,1 |  |
| 2014/15                                                                                 | Зенит           | Еврокубок                        | 16  | 10 | 14,7 | 32,1 | 22,9 | 33,3 | 1,1 | 0,9 | 0,4 | 0,1 | 2,8 |  |
| 2017/18                                                                                 | Все клубы       | Все лиги                         | 46  | 22 | 22,1 | 39,1 | 35,5 | 80,6 | 1,4 | 1,7 | 0,5 | 0,2 | 6,0 |  |
| 2017/18                                                                                 | Нижний Новгород | Единая лига ВТБ                  | 28  | 11 | 21,0 | 40,7 | 35,5 | 87,5 | 1,2 | 1,6 | 0,6 | 0,1 | 5,8 |  |
| 2017/18                                                                                 | Нижний Новгород | Кубок Европы ФИБА                | 16  | 9  | 23,9 | 38,7 | 36,9 | 72,7 | 1,4 | 1,9 | 0,5 | 0,2 | 6,5 |  |
| 2017/18                                                                                 | Нижний Новгород | Квалификация Лиги чемпионов ФИБА | 2   | 2  | 23,2 | 26,7 | 25,0 | 75,0 | 3,5 | 0,5 | 0,0 | 0,5 | 6,5 |  |
| 2018/19                                                                                 | Все клубы       | Все лиги                         | 51  | 19 | 20,9 | 35,9 | 34,4 | 89,6 | 1,3 | 1,2 | 0,5 | 0,0 | 5,8 |  |
| 2018/19                                                                                 | Нижний Новгород | Единая лига ВТБ                  | 29  | 10 | 19,9 | 30,7 | 28,6 | 85,0 | 1,2 | 1,2 | 0,6 | 0,0 | 4,6 |  |
| 2018/19                                                                                 | Нижний Новгород | Лига чемпионов ФИБА              | 16  | 7  | 21,7 | 41,2 | 37,5 | 95,0 | 1,5 | 1,1 | 0,6 | 0,0 | 7,1 |  |
| 2018/19                                                                                 | Нижний Новгород | Квалификация Лиги чемпионов ФИБА | 6   | 2  | 23,1 | 44,1 | 50,0 | 87,5 | 1,0 | 1,5 | 0,3 | 0,0 | 8,3 |  |
|                                                                                         |                 | Всего                            | 142 | 63 | 18,8 | 37,4 | 34,1 | 83,9 | 1,2 | 1,2 | 0,5 | 0,1 | 5,0 |  |
| Наведите курсор мыши на аббревиатуры в заголовке таблицы, чтобы прочесть их расшифровку |                 |                                  |     |    |      |      |      |      |     |     |     |     |     |  |